# Heribert Schareck
Heribert Schareck (* 2. März 1923 in Ratibor, Oberschlesien; † 11. März 2010 in Essen) war ein deutscher Jurist und Beamter in der Finanzverwaltung von Nordrhein-Westfalen.

## Leben
Als zweiter Sohn der Eheleute Dr. Karl Schareck und Hedwig Schareck geb. Marx aus Schwesterwitz geboren in Ratibor, verlebte er seine Kindheit überwiegend in Gleiwitz. Nach dem Abitur 1940 zur Wehrmacht eingezogen, kam er nach der Grundausbildung in Potsdam an die Ostfront. Als Oberleutnant und Adjutant einer Nachrichtenabteilung wurde er am 8. April 1945 vor Königsberg (Preußen) so schwer verwundet, dass der linke Arm amputiert werden musste. Mit einem Frachtschiff von Pillau nach Århus verbracht, geriet er in britische Kriegsgefangenschaft. Er wurde im Lazarett Langballigau behandelt und im Juni 1945 aus der Gefangenschaft entlassen.
Von 1946 bis 1949 studierte er Rechtswissenschaft an der Christian-Albrechts-Universität in Kiel. Er gehörte zu den Gründern des Collegium Albertinum und wurde im Januar 1950 bei Palaiomarchia-Masovia Corpsstudent. Nach den beiden Staatsexamen (1949 und 1953) trat er als Finanzassessor in die nordrhein-westfälische Finanzverwaltung. Ein Jahr später wurde er Regierungsassessor, 1955 Regierungsrat beim Finanzamt Düsseldorf-Süd. Bei der Oberfinanzdirektion Düsseldorf wurde er 1963 Oberregierungsrat und 1966 Regierungsdirektor. Nach einem Jahr als Direktor des Finanzamts Düsseldorf-Altstadt kehrte er 1970 als Finanzpräsident zur Oberfinanzdirektion Düsseldorf zurück. Von 1972 bis 1980 war er Ministerialdirigent im Finanzministerium des Landes Nordrhein-Westfalen. Die letzten acht Jahre war er Oberfinanzpräsident der Oberfinanzdirektion Düsseldorf.
Im Jahr 1951 heiratete er  in Valdemarsvik/Schweden die aus Rostock stammende Irmtraut Cords, die er als Stipendiat an der Karolinska Universität in Stockholm kennengelernt hatte. Er engagierte sich im Rotary Club Düsseldorf Süd und im Tennisclub Düsseldorf 1913 e. V. Er wurde auf dem Biestower Kirchhof beigesetzt. Sein Sohn Wolfgang Schareck ist Chirurg und Rektor der Universität Rostock.

## Auszeichnungen
- Bundesverdienstkreuz am Bande
- 1982: Bundesverdienstkreuz 1. Klasse
- Großes Bundesverdienstkreuz